# Iglesia de San Andrés (Plasencia)
La iglesia de San Andrés fue un templo católico que existió en la Edad Media en la ciudad española de Plasencia, entonces perteneciente al reino de Castilla y actualmente ubicada en la provincia de Cáceres. Aunque desaparecida, se conoce su existencia en documentos por haber albergado dos hospitales de origen militar: el hospital de San Andrés y el hospital de Sancti-Spiritu.

## Historia
Se conoce la existencia del templo desde el siglo XIII, inmediatamente después de la fundación de la ciudad en 1186. Se ubicaba en el entorno exterior de la puerta del Sol y era la sede del cabildo de párrocos. Junto a ella, el hospital de San Andrés fue fundado en 1229 por el arcediano Nicolás y por Domingo Jiménez, que según unos documentos era deán y según otros era chantre. Fue fundado como hospital militar y se cree que fue el primer hospital de la ciudad.
Se cree que el hospital de San Andrés fue un hospital provisional, ya que apenas existen documentos posteriores y en 1260 fue fundado junto a la misma iglesia el hospital de Sancti-Spiritu. Los fundadores de este nuevo hospital militar fueron el noble placentino Beytón Pérez, ballestero de Alfonso X el Sabio, y su esposa Gaxeta, quienes crearon una cofradía de ambos sexos para mantenerlo. En 1283 se convirtió en hospital civil.
En 1412, el obispo Vicente Arias de Balboa ordenó el cierre del hospital de Sancti-Spiritu, pues en aquella época ya había hospitales más desarrollados como los de Santa María y La Merced. Aunque se desconoce qué pasó con la iglesia, se sabe que en 1550 se fundó muy cerca de donde había estado ubicada el hospital de San Roque.